# María Teresa Castell
María Teresa Castell de Oro Palacios (Monterrey, Nuevo León; 27 de abril de 1969) es una política y empresaria mexicana afiliada al Partido Acción Nacional. Desde el 1 de septiembre de 2021 fue diputada federal en la LXV Legislatura del Congreso de la Unión en representación del distrito 34 del Estado de México, cargo que dejó el 31 de agosto de 2024. En 2017 fue candidata independiente a gubernatura del Estado de México.

## Trayectoria empresarial
María Teresa Castell de Oro Palacios nació el 27 de abril de 1969 en la ciudad de Monterrey, Nuevo León. Se mudó al Estado de México a los 14 años y cursó la preparatoria en el Conalep plantel Tlalnepantla, con especialidad en contaduría fiscal. Como empresaria fue la creadora de los salones infantiles «Tierra de Sipirily», con 25 sucursales en México. En 2015 su franquicia fue reconocida por la revista Entrepeneur como una de las 500 mejores del país. En agosto de 2015 fue nombrada Directora Nacional de Emprendedoras en la Asociación Mexicana de Mujeres Empresarias.

## Trayectoria política
En las elecciones del Estado de México de 2017 se postuló como candidata independiente a la gubernatura del estado. En los comicios recibió 130 000 votos, equivalentes al 2% de los sufragios emitidos.
En las elecciones federales de 2021 fue postulada por el Partido Acción Nacional como diputada federal por el distrito 34 del Estado de México, correspondiente a la región sur de la ciudad de Toluca de Lerdo. Fue diputada federal desde el 1 de septiembre de 2021 hasta el 31 de agosto de 2024 en la LXV Legislatura, tiempo en el cual se desempeñó como secretaria de la comisión de economía social y fomento del cooperativismo.
En mayo de 2023 el Tribunal Electoral del Poder Judicial de la Federación señaló que Teresa Castell cometió violencia política en razón de género contra su compañera diputada Salma Luévano, por lo que en julio de ese año fue inscrita en el Registro Nacional de Personas Sancionadas en materia de Violencia Política de Género por el plazo de 1 año. En febrero de 2024 el Tribunal Electoral confirmó su sentencia y ordenó implementar medidas de reparación y no repetición.